# Llista de monuments de Montmeló
Llista de monuments de Montmeló inclosos en l'Inventari del Patrimoni Arquitectònic Català per al municipi de Montmeló (Vallès Oriental). Inclou els inscrits en el Registre de Béns Culturals d'Interès Nacional (BCIN) amb la classificació de monuments històrics i els Béns Culturals d'Interès Local (BCIL) de caràcter arquitectònic.
| Monument                                              | Protecció | Estil/època                             | Localització                                            | Coordenades                                          | Codi?     | Imatge |
| ----------------------------------------------------- | --------- | --------------------------------------- | ------------------------------------------------------- | ---------------------------------------------------- | --------- | --- |
| Església parroquial de Santa Maria                    | BCIL 1996 | Romànic, historicisme X, XIX            | Montmeló Pl. Santa Maria, 1                             | 41° 33′ 00″ N, 2° 14′ 57″ E / 41.549978°N,2.249161°E | IPA-15659 | Església parroquial de Santa Maria (Montmeló) · Vegeu més fotos d'aquest monument · Carregueu una nova foto d'aquest monument      |
| Can Gil, El Cafè de Baix                              | BCIL 2011 | Historicisme XIX                        | Montmeló C. Major, 34-36                                | 41° 33′ 04″ N, 2° 14′ 49″ E / 41.551045°N,2.246897°E | IPA-29154 | Can Gil (Montmeló) · Vegeu més fotos d'aquest monument · Carregueu una nova foto d'aquest monument                                 |
| Cal Nen                                               | BCIL 2011 | Gòtic tardà                             | Montmeló C. Major, 7                                    | 41° 33′ 04″ N, 2° 14′ 53″ E / 41.551232°N,2.247986°E | IPA-29155 | Cal Nen (Montmeló) · Vegeu més fotos d'aquest monument · Carregueu una nova foto d'aquest monument                                 |
| Estació de tren                                       |           | Eclecticisme XX                         | Montmeló Pg. Miquel Biada s/n                           | 41° 33′ 00″ N, 2° 14′ 48″ E / 41.550097°N,2.246717°E | IPA-29160 | Estació de tren (Montmeló) · Vegeu més fotos d'aquest monument · Carregueu una nova foto d'aquest monument                         |
| Casal Montserrat                                      | BCIL 2011 | Noucentisme XX                          | Montmeló C. Onze de Setembre, 5                         | 41° 32′ 56″ N, 2° 14′ 57″ E / 41.548844°N,2.249219°E | IPA-29162 | Casal Montserrat (Montmeló) · Vegeu més fotos d'aquest monument · Carregueu una nova foto d'aquest monument                        |
| Casal de la Creu                                      | BCIL 2012 | Noucentisme XX                          | Montmeló C. Onze de Setembre, 21                        | 41° 32′ 51″ N, 2° 14′ 56″ E / 41.547581°N,2.248958°E | IPA-29163 | Casal de la Creu (Montmeló) · Vegeu més fotos d'aquest monument · Carregueu una nova foto d'aquest monument                        |
| Can Sabadell, masia-castell Canigó del Vallès         | BCIL 2012 | Modernisme XX                           | Montmeló C. Onze de Setembre, 24                        | 41° 32′ 53″ N, 2° 14′ 55″ E / 41.547945°N,2.248714°E | IPA-29164 | Can Sabadell (Montmeló) · Vegeu més fotos d'aquest monument · Carregueu una nova foto d'aquest monument                            |
| Capella del Sant Crist                                | BCIL 2011 | Eclecticisme XIX                        | Montmeló C. Sant Crist de la Grua, 55-57                | 41° 32′ 57″ N, 2° 14′ 30″ E / 41.549043°N,2.241771°E | IPA-29165 | Capella del Sant Crist (Montmeló) · Vegeu més fotos d'aquest monument · Carregueu una nova foto d'aquest monument                  |
| Can Dotras, Ca l'Advocada, la Falange, la O.J.E.      | BCIL 2011 | Eclecticisme XIX                        | Montmeló C. Vic, 5                                      | 41° 33′ 08″ N, 2° 14′ 53″ E / 41.552233°N,2.248107°E | IPA-29166 | Can Dotras (Montmeló) · Vegeu més fotos d'aquest monument · Carregueu una nova foto d'aquest monument                              |
| Ajuntament de Montmeló                                | BCIL 2011 | Noucentisme XX                          | Montmeló Pl. de la Vila, 1                              | 41° 33′ 00″ N, 2° 14′ 57″ E / 41.549978°N,2.249161°E | IPA-29167 | Ajuntament de Montmeló · Vegeu més fotos d'aquest monument · Carregueu una nova foto d'aquest monument                             |
| Banc de Sabadell, antic Cinema Royal                  | BCIL 2011 | Noucentisme XX                          | Montmeló C. Major, 3                                    | 41° 33′ 05″ N, 2° 14′ 54″ E / 41.551342°N,2.248221°E | IPA-29168 | Banc de Sabadell (Montmeló) · Vegeu més fotos d'aquest monument · Carregueu una nova foto d'aquest monument                        |
| Can Guitet                                            | BCIL 2011 | Obra popular, gòtic tardà XVIII-XIX, XX | Montmeló Circuit de Catalunya                           | 41° 33′ 52″ N, 2° 15′ 02″ E / 41.564426°N,2.250574°E | IPA-29169 | Can Guitet (Montmeló) · Vegeu més fotos d'aquest monument · Carregueu una nova foto d'aquest monument                              |
| Mas Moreneta                                          | BCIL 2011 | Obra popular XX                         | Montmeló Ctra. de Granollers BV-5003                    | 41° 34′ 07″ N, 2° 15′ 30″ E / 41.568719°N,2.258243°E | IPA-29171 | Carregueu una nova foto d'aquest monument                                                                                          |
| Molí de la Torre Pardalera                            | BCIL 2011 | Obra popular XX                         | Montmeló Circuit de Catalunya                           | 41° 34′ 00″ N, 2° 15′ 32″ E / 41.566665°N,2.258878°E | IPA-29173 | Carregueu una nova foto d'aquest monument                                                                                          |
| Can Tacó                                              |           | Obra popular                            | Montmeló Concentració industrial                        | 41° 32′ 56″ N, 2° 15′ 23″ E / 41.548827°N,2.256518°E | IPA-29174 | Can Tacó (Montmeló) · Modifica el valor a Wikidata · Vegeu més fotos d'aquest monument · Carregueu una nova foto d'aquest monument |
| Can Butjosa                                           | BCIL 2011 | Obra popular XVIII                      | Montmeló                                                | 41° 33′ 21″ N, 2° 14′ 34″ E / 41.555773°N,2.242700°E | IPA-29250 | Carregueu una nova foto d'aquest monument                                                                                          |
| Forn de Can Cucurny, forn de coure terra              | BCIL 2011 | Obra popular XX                         | Montmeló Pl. de la Constitució, barri Can Cucurny       | 41° 32′ 56″ N, 2° 14′ 48″ E / 41.548872°N,2.246565°E | IPA-29153 | Carregueu una nova foto d'aquest monument                                                                                          |
| La Torreta, Can Campanyà                              | BCIL 2012 | XIX, XX                                 | Montmeló C. Folch i Torres                              | 41° 32′ 59″ N, 2° 15′ 01″ E / 41.54969°N,2.25017°E   | IPA-34949 | La Torreta (Montmeló) · Vegeu més fotos d'aquest monument · Carregueu una nova foto d'aquest monument                              |
| Rectoria                                              | BCIL 2011 | Modernisme XX                           | Montmeló C. de Santa Maria, 1                           | 41° 32′ 59″ N, 2° 14′ 55″ E / 41.5497°N,2.24873°E    | IPA-42220 | Rectoria (Montmeló) · Vegeu més fotos d'aquest monument · Carregueu una nova foto d'aquest monument                                |
| Can Carreter                                          | BCIL 2011 | Obra popular XVIII-XIX                  | Montmeló C. Major, 48                                   | 41° 33′ 03″ N, 2° 14′ 46″ E / 41.55076°N,2.24608°E   | IPA-42221 | Can Carreter (Montmeló) · Vegeu més fotos d'aquest monument · Carregueu una nova foto d'aquest monument                            |
| Can Puig                                              | BCIL 2011 | XVIII-XIX                               | Montmeló Ptge. Monturiol, 1-5                           | 41° 32′ 57″ N, 2° 14′ 28″ E / 41.54930°N,2.24119°E   | IPA-42222 | Can Puig (Montmeló) · Vegeu més fotos d'aquest monument · Carregueu una nova foto d'aquest monument                                |
| Can Cabellé, Museu Municipal de Montmeló              | BCIL 2011 | Modernisme XX                           | Montmeló Pl. Joan Miró 1                                | 41° 33′ 09″ N, 2° 14′ 59″ E / 41.552417°N,2.249722°E | IPA-42224 | Can Cabellé (Montmeló) · Vegeu més fotos d'aquest monument · Carregueu una nova foto d'aquest monument                             |
| Can Calau, Casa Nicolau Castells                      | BCIL 2011 | Eclecticisme XX                         | Montmeló C. de Vic, 33                                  | 41° 33′ 10″ N, 2° 14′ 57″ E / 41.55270°N,2.24925°E   | IPA-42225 | Can Calau (Montmeló) · Vegeu més fotos d'aquest monument · Carregueu una nova foto d'aquest monument                               |
| Can Manich                                            | BCIL 2011 | Eclecticisme XX                         | Montmeló C. de Cervantes, 5                             | 41° 33′ 20″ N, 2° 14′ 57″ E / 41.55568°N,2.24909°E   | IPA-42226 | Can Manich (Montmeló) · Vegeu més fotos d'aquest monument · Carregueu una nova foto d'aquest monument                              |
| Casa Forés                                            | BCIL 2012 | Noucentisme XX                          | Montmeló C. del Sant Crist de la Grua, 21               | 41° 33′ 00″ N, 2° 14′ 39″ E / 41.549871°N,2.244158°E | IPA-42227 | Casa Forés (Montmeló) · Vegeu més fotos d'aquest monument · Carregueu una nova foto d'aquest monument                              |
| Fàbrica Màximo Mor                                    | BCIL 2011 | XX                                      | Montmeló C. Primer de Maig - c. de Can Buscarons        | 41° 32′ 53″ N, 2° 14′ 38″ E / 41.54801°N,2.24392°E   | IPA-42228 | Fàbrica Màximo Mor (Montmeló) · Vegeu més fotos d'aquest monument · Carregueu una nova foto d'aquest monument                      |
| Antic Jardí d'Infància El Cangur                      | BCIL 2011 | Modernisme, obra popular XX             | Montmeló C. del Sant Crist de la Grua, 2-4              | 41° 32′ 58″ N, 2° 14′ 34″ E / 41.54956°N,2.24265°E   | IPA-42229 | Antic Jardí d'Infància El Cangur (Montmeló) · Vegeu més fotos d'aquest monument · Carregueu una nova foto d'aquest monument        |
| Ca l'Obdúlia                                          | BCIL 2011 | Eclecticisme XX                         | Montmeló C. del Sant Crist de la Grua, 71               | 41° 32′ 56″ N, 2° 14′ 27″ E / 41.54876°N,2.24073°E   | IPA-42230 | Ca l'Obdúlia (Montmeló) · Vegeu més fotos d'aquest monument · Carregueu una nova foto d'aquest monument                            |
| Casa Tarrida                                          | BCIL 2011 | Eclecticisme XX                         | Montmeló C. del Sant Crist de la Grua, 27               | 41° 32′ 59″ N, 2° 14′ 38″ E / 41.5496°N,2.24376°E    | IPA-42231 | Casa Tarrida (Montmeló) · Vegeu més fotos d'aquest monument · Carregueu una nova foto d'aquest monument                            |
| Ca la Senyora Anita, Villarosa                        | BCIL 2011 | Eclecticisme XX                         | Montmeló C. del Sant Crist de la Grua, 25               | 41° 32′ 59″ N, 2° 14′ 38″ E / 41.54975°N,2.24381°E   | IPA-42232 | Ca la Senyora Anita (Montmeló) · Vegeu més fotos d'aquest monument · Carregueu una nova foto d'aquest monument                     |
| Hostal de la Grua                                     | BCIL 2011 | XVI, XX                                 | Montmeló C. del Sant Crist de la Grua, 22               | 41° 32′ 57″ N, 2° 14′ 30″ E / 41.54920°N,2.24163°E   | IPA-42233 | Hostal de la Grua (Montmeló) · Vegeu més fotos d'aquest monument · Carregueu una nova foto d'aquest monument                       |
| Portalada Granja les Dos Mercedes                     | BCIL 2011 | Monumentalisme academicista XX          | Montmeló C. Nou, 68                                     | 41° 33′ 19″ N, 2° 14′ 55″ E / 41.55520°N,2.24861°E   | IPA-42234 | Portalada Granja les Dos Mercedes (Montmeló) · Vegeu més fotos d'aquest monument · Carregueu una nova foto d'aquest monument       |
| Molí de vent de Can Sala                              | BCIL 2011 | Obra popular XIX                        | Montmeló C. del Timbaler del Bruc, 27                   | 41° 33′ 14″ N, 2° 14′ 43″ E / 41.553800°N,2.245351°E | IPA-42235 | Molí de vent de Can Sala (Montmeló) · Vegeu més fotos d'aquest monument · Carregueu una nova foto d'aquest monument                |
| Escorxador                                            | BCIL 2011 | XX                                      | Montmeló C. Santiago Rusiñol, 3                         | 41° 33′ 01″ N, 2° 15′ 04″ E / 41.550228°N,2.251203°E | IPA-42236 | Escorxador (Montmeló) · Vegeu més fotos d'aquest monument · Carregueu una nova foto d'aquest monument                              |
| Bomba d'aigua del carrer Major, Font del carrer Major | BCIL 2011 | Obra popular XX                         | Montmeló C. Major, 1                                    | 41° 33′ 05″ N, 2° 14′ 54″ E / 41.55138°N,2.24832°E   | IPA-42237 | Bomba d'aigua del carrer Major (Montmeló) · Vegeu més fotos d'aquest monument · Carregueu una nova foto d'aquest monument          |
| Pont Vell                                             | BCIL 2011 | Obra popular XX                         | Montmeló Al sud del nucli urbà, a la riba del riu Besòs | 41° 32′ 48″ N, 2° 14′ 53″ E / 41.546738°N,2.248058°E | IPA-42238 | Carregueu una nova foto d'aquest monument                                                                                          |
| Torre de Can Calau                                    | BCIL 2011 | XX                                      | Montmeló C. de Jacint Verdaguer, 9-13                   | 41° 33′ 12″ N, 2° 14′ 54″ E / 41.553346°N,2.248230°E | IPA-42239 | Torre de Can Calau (Montmeló) · Vegeu més fotos d'aquest monument · Carregueu una nova foto d'aquest monument                      |